# 蓋達爾·阿利耶夫基金會

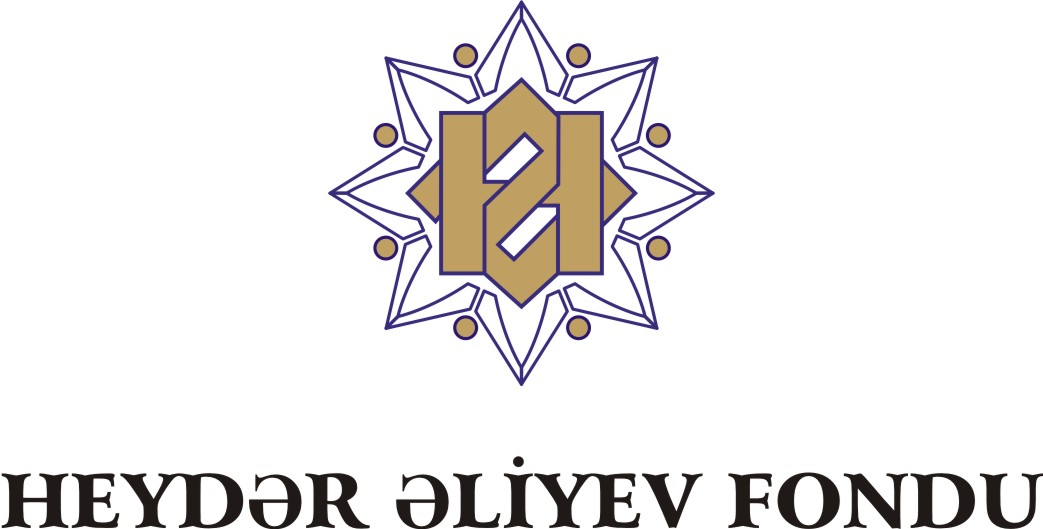
徽标

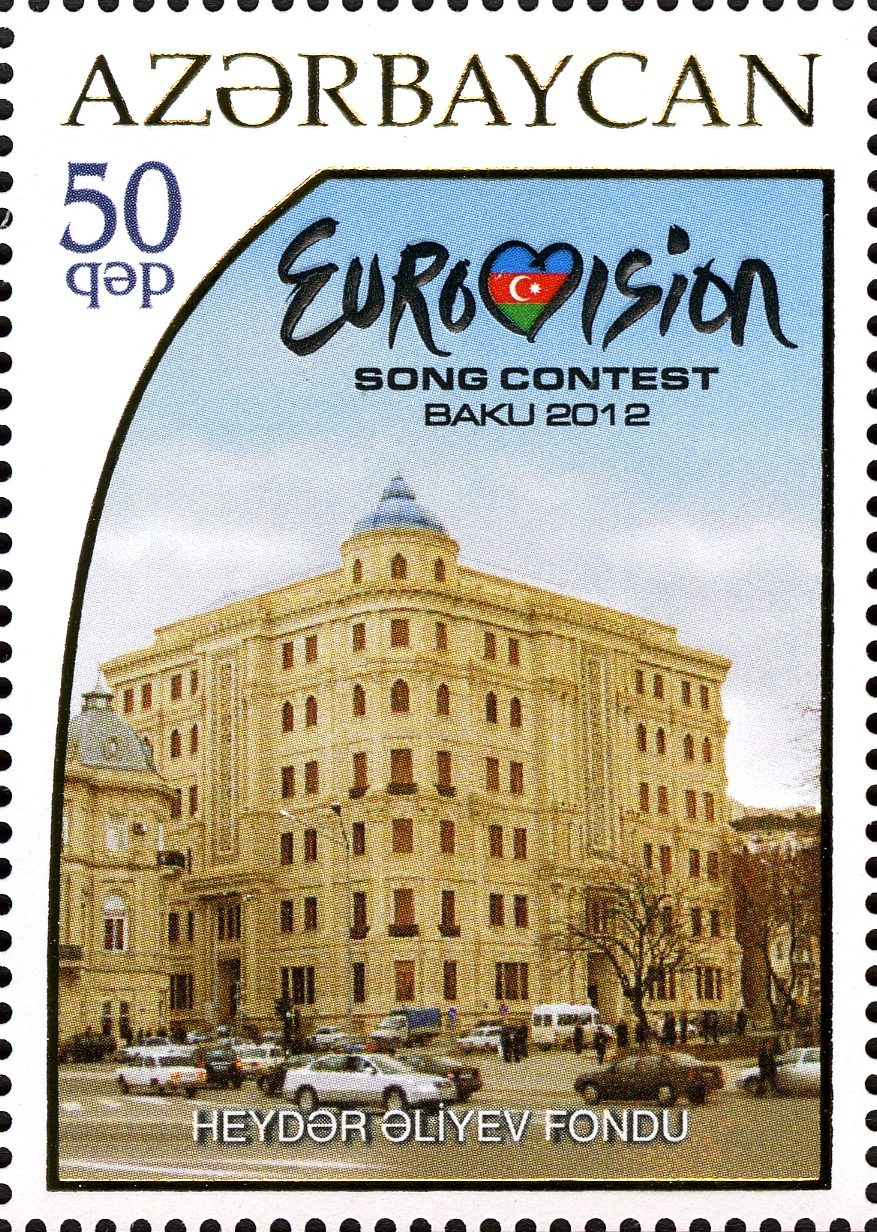
基金会总部

蓋達爾·阿利耶夫基金會，是一个由阿塞拜疆的第一夫人梅赫里班·阿利耶娃领导的慈善基金会，位於阿塞拜疆的巴庫。是為目的的藝術，科學，授予這種教育的基礎。成立總統盖达尔·阿利耶夫在阿塞拜疆的傳統的基礎上。